# Vòng loại Giải vô địch bóng đá thế giới 1934
Giải vô địch bóng đá thế giới 1934 là kỳ World Cup đầu tiên mà các đội phải hội đủ điều kiện. Tại World Cup khánh thành năm 1930, các đội tham gia đã được FIFA mời tham dự. Khi 32 đội tham gia cuộc thi 1934, FIFA đã tổ chức vòng loại (hoặc sơ bộ) để chọn 16 đội vào vòng chung kết. Ngay cả Ý, chủ nhà World Cup, đã phải đủ điều kiện (thời gian duy nhất các chủ nhà phải hội đủ điều kiện, và một trong hai lần mà các chủ nhà đã từng tham gia vào quá trình vòng loại).  Các nhà vô địch trước đó, Đội tuyển bóng đá quốc gia Uruguay, đã từ chối bảo vệ danh hiệu của họ vì nhiều quốc gia châu Âu đã từ chối tham dự World Cup 1930 được tổ chức tại Uruguay.
Tổng cộng có 27 đội đã chơi ít nhất một trận đấu đủ điều kiện. Tổng cộng 27 trận đấu đã được thi đấu, và 141 bàn thắng được ghi (trung bình là 5,22 cho mỗi trận đấu). Trận đấu đầu tiên, giữa Thụy Điển và Estonia, bắt đầu tại Stockholm vào ngày 11 tháng 6 năm 1933, với cầu thủ người Thụy Điển Knut Kroon ghi bàn thắng đầu tiên. Trận đấu cuối cùng được diễn ra tại Rome chỉ ba ngày trước khi giải đấu bắt đầu vào ngày 24 tháng 5 năm 1934, khi các thí sinh cuối năm Mỹ đánh bại México trong một trận play-off để trở thành đội thứ mười sáu và cuối cùng đủ điều kiện.
Dưới đây là các ngày và kết quả của vòng loại.

## Hình thức thi đấu
Chile, Peru và Thổ Nhĩ Kỳ đều rút lui trước khi vòng loại bắt đầu, trong khi Đan Mạch, Phần Lan, Latvia và Na Uy đều rút lui trước bốc thăm.
32 đội bóng được chia thành 12 bảng đấu, dựa trên những cân nhắc về địa lý, như sau:
- Bảng 1 đến 8 – Châu Âu: 12 suất, 21 đội bóng tranh tài.
- Bảng 9, 10 và 11 – Châu Mỹ: 3 suất, 8 đội bóng tranh tài.
- Bảng 12 – Châu Phi và châu Á: 1 suất, 3 đội bóng tranh tài (trong đó có Thổ Nhĩ Kỳ).

12 bảng đấu có những quy tắc khác nhau, như sau:
- Bảng 1 có 3 đội. Mỗi đội thi đấu với nhau một lần. Đội bóng đứng đầu bảng đấu sẽ vượt qua vòng loại.
- Bảng 2, 3 và 5 có 2 đội. Mỗi đội thi đấu với nhau một lần theo thể thức sân nhà và sân khách. Đội bóng đứng đầu bảng đấu sẽ vượt qua vòng loại.
- Bảng 4 có 3 đội. Mỗi đội thi đấu với nhau hai lần. Đội bóng đứng đầu và nhì bảng đấu sẽ vượt qua vòng loại.
- Bảng 6, 7 và 8 có 3 đội. Mỗi đội thi đấu với nhau một lần. Đội bóng đứng đầu và nhì bảng đấu sẽ vượt qua vòng loại.
- Bảng 9 và 10 có 2 đội. Đội bóng đứng đầu bảng đấu sẽ vượt qua vòng loại.
- Bảng 11 có 4 đội. Họ sẽ chơi ba vòng đấu:
  - Vòng 1: Haiti đấu với Cuba ba trận trên sân nhà. Đội bóng giành chiến thắng sẽ lọt vào Vòng 2.
  - Vòng 2: Mexico đấu với đội bóng thắng ở Vòng 1 ba trận trên sân nhà. Đội bóng giành chiến thắng sẽ lọt vào Vòng cuối.
  - Vòng cuối: Hoa Kỳ đấu với đội bóng thắng ở Vòng 2 trong trận đấu diễn ra trên sân trung lập. Đội bóng giành chiến thắng sẽ vượt qua vòng loại.
- Bảng 12 có 3 đội. Sau khi Thổ Nhĩ Kỳ rút lui trước các trận đấu bắt đầu, chỉ có 2 đội bóng thi đấu với nhau hai lần theo thể thức sân nhà và sân khách. Đội bóng đứng đầu bảng đấu sẽ vượt qua vòng loại.

## Kết quả

### Bảng 1
| Vị trí | Đội       | ST | T | H | B | BT | BB | TL   | Đ |
| ------ | --------- | -- | - | - | - | -- | -- | ---- | - |
| 1      | Thụy Điển | 2  | 2 | 0 | 0 | 8  | 2  | 4.00 | 4 |
| 2      | Litva     | 1  | 0 | 0 | 1 | 0  | 2  | 0.00 | 0 |
| 3      | Estonia   | 1  | 0 | 0 | 1 | 2  | 6  | 0.33 | 0 |

| Thụy Điển                                                                        | 6–2      | Estonia                |
| -------------------------------------------------------------------------------- | -------- | ---------------------- |
| Kroon 7' · L. Bunke 10' · Ericsson 13', 70' · T. Bunke 43' · Andersson 79' (pen) | Chi tiết | Kass 47' · Kuremaa 61' |

| Litva | 0–2      | Thụy Điển        |
| ----- | -------- | ---------------- |
|       | Chi tiết | Hansson 55', 65' |

Estonia v Litva không diễn ra vì không có đội nào có thể vượt qua vòng loại với một chiến thắng.
Thụy Điển vượt qua vòng loại.

### Bảng 2
| Vị trí | Đội         | ST | T | H | B | BT | BB | TL   | Đ |
| ------ | ----------- | -- | - | - | - | -- | -- | ---- | - |
| 1      | Tây Ban Nha | 2  | 2 | 0 | 0 | 11 | 1  | 11.0 | 4 |
| 2      | Bồ Đào Nha  | 2  | 0 | 0 | 2 | 1  | 11 | 0.09 | 0 |

| Tây Ban Nha                                                                              | 9–0      | Bồ Đào Nha |
| ---------------------------------------------------------------------------------------- | -------- | ---------- |
| González 3' · Lángara 13', 14' (ph.đ.), 46', 71', 85' · Regueiro 65', 70' · Ventolrà 68' | Chi tiết |            |

| Bồ Đào Nha | 1–2      | Tây Ban Nha      |
| ---------- | -------- | ---------------- |
| Silva 10'  | Chi tiết | Lángara 12', 25' |

Tổng tỉ số là 11-1; Tây Ban Nha vượt qua vòng loại.

### Bảng 3
| Vị trí | Đội    | ST | T | H | B | BT | BB | TL   | Đ |
| ------ | ------ | -- | - | - | - | -- | -- | ---- | - |
| 1      | Ý      | 1  | 1 | 0 | 0 | 4  | 0  | 4.00 | 2 |
| 2      | Hy Lạp | 1  | 0 | 0 | 1 | 0  | 4  | 0.00 | 0 |

| Ý                                           | 4–0      | Hy Lạp |
| ------------------------------------------- | -------- | ------ |
| Guarisi 40' · Meazza 44', 71' · Ferrari 69' | Chi tiết |        |

Ý vượt qua vòng loại, vì Hy Lạp từ chối chơi trận lượt về.

### Bảng 4
| Vị trí | Đội      | ST | T | H | B | BT | BB | TL   | Đ |
| ------ | -------- | -- | - | - | - | -- | -- | ---- | - |
| 1      | Hungary  | 2  | 2 | 0 | 0 | 8  | 2  | 4.00 | 4 |
| 2      | Áo       | 1  | 1 | 0 | 0 | 6  | 1  | 6.00 | 2 |
| 3      | Bulgaria | 3  | 0 | 0 | 3 | 3  | 14 | 0.21 | 0 |

| Bulgaria      | 1–4      | Hungary                                                 |
| ------------- | -------- | ------------------------------------------------------- |
| Baikushev 27' | Chi tiết | Sárosi 29' · Szabó 61' (ph.đ.) · Toldi 88' · Markos 89' |

| Áo                                                              | 6–1      | Bulgaria    |
| --------------------------------------------------------------- | -------- | ----------- |
| Horvath 19', 22', 33' · Zischek 59' · Viertl 62' · Sindelar 67' | Chi tiết | Lozanov 66' |

| Hungary                        | 4–1      | Bulgaria    |
| ------------------------------ | -------- | ----------- |
| Szabó 9', 58' · Solti 60', 73' | Chi tiết | Todorov 61' |

Bulgaria rút lui, và các trận đấu còn lại không diễn ra vì Hungary và Áo đã được đảm bảo hai vị trí nhất bảng.
Hungary và Áo vượt qua vòng loại.

### Bảng 5
| Vị trí | Đội       | ST | T | H | B | BT | BB | TL   | Đ |
| ------ | --------- | -- | - | - | - | -- | -- | ---- | - |
| 1      | Tiệp Khắc | 1  | 1 | 0 | 0 | 2  | 1  | 2.00 | 2 |
| 2      | Ba Lan    | 1  | 0 | 0 | 1 | 1  | 2  | 0.5  | 0 |

| Ba Lan            | 1–2      | Tiệp Khắc               |
| ----------------- | -------- | ----------------------- |
| Martyna 52' (pen) | Chi tiết | Silný 33' · Pelcner 77' |

Ba Lan không thể đến Prague chơi trận đấu lượt về vì chính phủ Ba Lan từ chối cấp thị thực cho đội vì lý do chính trị. Vì thế, Tiệp Khắc vượt qua vòng loại.

### Bảng 6
| Vị trí | Đội     | ST | T | H | B | BT | BB | TL   | Đ |
| ------ | ------- | -- | - | - | - | -- | -- | ---- | - |
| 1      | România | 2  | 1 | 1 | 0 | 4  | 3  | 2.00 | 3 |
| 2      | Thụy Sĩ | 2  | 0 | 2 | 0 | 4  | 4  | 2.00 | 2 |
| 3      | Nam Tư  | 2  | 0 | 1 | 1 | 3  | 4  | 0.75 | 1 |

| Nam Tư                      | 2–2      | Thụy Sĩ                  |
| --------------------------- | -------- | ------------------------ |
| Kragić 50' · Marjanović 61' | Chi tiết | Frigerio 76' · Jäggi 80' |

| Thụy Sĩ                                  | 2–2      | România              |
| ---------------------------------------- | -------- | -------------------- |
| Hufschmid 75' · Hochstrasser 80' (ph.đ.) | Chi tiết | Sepi 18' · Dobay 67' |

| România                  | 2–1      | Nam Tư     |
| ------------------------ | -------- | ---------- |
| Schwartz 38' · Dobay 74' | Chi tiết | Kragić 71' |

România và Thụy Sĩ vượt qua vòng loại.

### Bảng 7
| Vị trí | Đội                    | ST | T | H | B | BT | BB | TL   | Đ |
| ------ | ---------------------- | -- | - | - | - | -- | -- | ---- | - |
| 1      | Hà Lan                 | 2  | 2 | 0 | 0 | 9  | 4  | 2.25 | 4 |
| 2      | Bỉ                     | 2  | 0 | 1 | 1 | 6  | 8  | 0.75 | 1 |
| 3      | Nhà nước Tự do Ireland | 2  | 0 | 1 | 1 | 6  | 9  | 0.67 | 1 |

| Nhà nước Tự do Ireland   | 4–4      | Bỉ                                                           |
| ------------------------ | -------- | ------------------------------------------------------------ |
| Moore 27', 48', 56', 75' | Chi tiết | Capelle 15' · S. Vanden Eynde 30' · F. Vanden Eynde 47', 60' |

| Hà Lan                                       | 5–2      | Nhà nước Tự do Ireland  |
| -------------------------------------------- | -------- | ----------------------- |
| Smit 41', 85' · Bakhuys 67', 78' · Vente 83' | Chi tiết | Squires 44' · Moore 57' |

| Bỉ                             | 2–4      | Hà Lan                                  |
| ------------------------------ | -------- | --------------------------------------- |
| Grimmonprez 51' · Voorhoof 71' | Chi tiết | Smit 60' · Bakhuys 62', 84' · Vente 64' |

Hà Lan và Bỉ vượt qua vòng loại (Bỉ vượt qua vòng loại vì hơn nhà nước tự do Ireland về hiệu số bàn thắng).

### Bảng 8
| Vị trí | Đội        | ST | T | H | B | BT | BB | TL   | Đ |
| ------ | ---------- | -- | - | - | - | -- | -- | ---- | - |
| 1      | Đức        | 1  | 1 | 0 | 0 | 9  | 1  | 9.00 | 2 |
| 2      | Pháp       | 1  | 1 | 0 | 0 | 6  | 1  | 6.00 | 2 |
| 3      | Luxembourg | 2  | 0 | 0 | 2 | 2  | 15 | 0.13 | 0 |

| Luxembourg | 1–9      | Đức                                                                               |
| ---------- | -------- | --------------------------------------------------------------------------------- |
| Mengel 27' | Chi tiết | Rasselnberg 2', 35', 57', 89' · Wigold 12' · Albrecht 24' · Hohmann 30', 52', 53' |

| Luxembourg   | 1–6      | Pháp                                                         |
| ------------ | -------- | ------------------------------------------------------------ |
| Speicher 47' | Chi tiết | Aston 3' · Nicolas 26', 67', 85', 89' (ph.đ.) · Liberati 80' |

Đức v Pháp không diễn ra vì hai đội đã đảm bảo được hai vị trí nhất bảng.
Đức và Pháp vượt qua vòng loại.

### Bảng 9
| Vị trí | Đội    | ST      | T       | H       | B       | BT      | BB      | TL      | Đ       |
| ------ | ------ | ------- | ------- | ------- | ------- | ------- | ------- | ------- | ------- |
| 1      | Brasil |         |         |         |         |         |         |         |         |
| 2      | Perú   | Rút lui | Rút lui | Rút lui | Rút lui | Rút lui | Rút lui | Rút lui | Rút lui |

Peru rút lui, vì vậy Brasil vượt qua vòng loại.

### Bảng 10
| Vị trí | Đội       | ST      | T       | H       | B       | BT      | BB      | TL      | Đ       |
| ------ | --------- | ------- | ------- | ------- | ------- | ------- | ------- | ------- | ------- |
| 1      | Argentina |         |         |         |         |         |         |         |         |
| 2      | Chile     | Rút lui | Rút lui | Rút lui | Rút lui | Rút lui | Rút lui | Rút lui | Rút lui |

Chile rút lui, vì vậy Argentina vượt qua vòng loại.

### Bảng 11

#### Vòng 1
| Vị trí | Đội   | ST | T | H | B | BT | BB | TL   | Đ |
| ------ | ----- | -- | - | - | - | -- | -- | ---- | - |
| 1      | Cuba  | 3  | 2 | 1 | 0 | 10 | 2  | 5.00 | 5 |
| 2      | Haiti | 3  | 0 | 1 | 2 | 2  | 10 | 0.20 | 1 |

| Haiti                | 1–3      | Cuba                                              |
| -------------------- | -------- | ------------------------------------------------- |
| St. Fort 85' (ph.đ.) | Chi tiết | López 20' (ph.đ.) · H. Socorro 61' · Martínez 64' |

| Haiti                | 1–1      | Cuba      |
| -------------------- | -------- | --------- |
| St. Fort 25' (ph.đ.) | Chi tiết | López 85' |

| Haiti | 0–6      | Cuba                                                                    |
| ----- | -------- | ----------------------------------------------------------------------- |
|       | Chi tiết | H. Socorro 5' · López 18', 86' · F. Socorro 37' · Ferrer 62' · Soto 78' |

Tổng tỉ số là 10-2; Cuba lọt vào Vòng 2.

#### Vòng 2
| Vị trí | Đội    | ST | T | H | B | BT | BB | TL   | Đ |
| ------ | ------ | -- | - | - | - | -- | -- | ---- | - |
| 1      | México | 3  | 3 | 0 | 0 | 12 | 3  | 4.00 | 6 |
| 2      | Cuba   | 3  | 0 | 0 | 3 | 3  | 12 | 0.25 | 0 |

| México              | 3–2      | Cuba           |
| ------------------- | -------- | -------------- |
| Mejía 12', 14', 16' | Chi tiết | López 40', 63' |

| México                                     | 5–0      | Cuba |
| ------------------------------------------ | -------- | ---- |
| Sota 24' · Mejía 31', 40', 79' · Rosas 72' | Chi tiết |      |

| México                                       | 4–1      | Cuba      |
| -------------------------------------------- | -------- | --------- |
| Alonso 32', 75' · Ruvalcaba 41' · Marcos 55' | Chi tiết | López 15' |

Tổng tỉ số là 12-3; México lọt vào Vòng cuối.

#### Vòng cuối
| Vị trí | Đội    | ST | T | H | B | BT | BB | TL   | Đ |
| ------ | ------ | -- | - | - | - | -- | -- | ---- | - |
| 1      | Hoa Kỳ | 1  | 1 | 0 | 0 | 4  | 2  | 2.00 | 2 |
| 2      | México | 1  | 0 | 0 | 1 | 2  | 4  | 0.50 | 0 |

| Hoa Kỳ                     | 4–2      | México                 |
| -------------------------- | -------- | ---------------------- |
| Donelli 28', 32', 74', 87' | Chi tiết | Alonso 25' · Mejía 75' |

Hoa Kỳ vượt qua vòng loại.

### Bảng 12
Đội tuyển Palestine chỉ bao gồm các cầu thủ người Do Thái và người Anh. FIFA tuyên bố liên quan đến đội Palestine Mandate năm 1930 rằng 'đội Palestine' đã tham gia các giải đấu trước đó vào những năm 1930 thực sự là tiền thân của đội tuyển Israel ngày nay và vì thế không liên quan đến đội tuyển quốc gia của chính quyền Palestine. Tuy nhiên, khu vực hiện được gọi là Palestine được coi là "một trong những đội châu Á đầu tiên thi đấu vòng loại FIFA World Cup".
| Vị trí | Đội                   | ST      | T       | H       | B       | BT      | BB      | TL      | Đ       |
| ------ | --------------------- | ------- | ------- | ------- | ------- | ------- | ------- | ------- | ------- |
| 1      | Ai Cập                | 2       | 2       | 0       | 0       | 11      | 2       | 5.50    | 4       |
| 2      | Palestine, Ủy trị Anh | 2       | 0       | 0       | 2       | 2       | 11      | 0.18    | 0       |
| 3      | Thổ Nhĩ Kỳ            | Rút lui | Rút lui | Rút lui | Rút lui | Rút lui | Rút lui | Rút lui | Rút lui |

| Ai Cập                                                  | 7–1      | Palestine, Ủy trị Anh |
| ------------------------------------------------------- | -------- | --------------------- |
| El-Tetsh 11', 35', 51' · Taha 21', 79' · Latif 43', 87' | Chi tiết | Nudelmann 61'         |

| Palestine, Ủy trị Anh | 1–4      | Ai Cập                                  |
| --------------------- | -------- | --------------------------------------- |
| Sukenik 54'           | Chi tiết | Latif 2' · El-Tetsh 7', 22' · Fawzi 35' |

 Ai Cập vượt qua vòng loại sau khi thắng với tổng tỷ số 11–2.

## Các đội bóng vượt qua vòng loại
Chỉ có 6 đội bóng vượt qua vòng loại – Argentina, Bỉ, Brasil, Pháp, România, và Hoa Kỳ – là đã tham dự World Cup 1930. 5 trong 16 các đội sau đó không vượt qua vòng loại cho World Cup 1938: Argentina, Áo, Ai Cập, Tây Ban Nha và Hoa Kỳ.

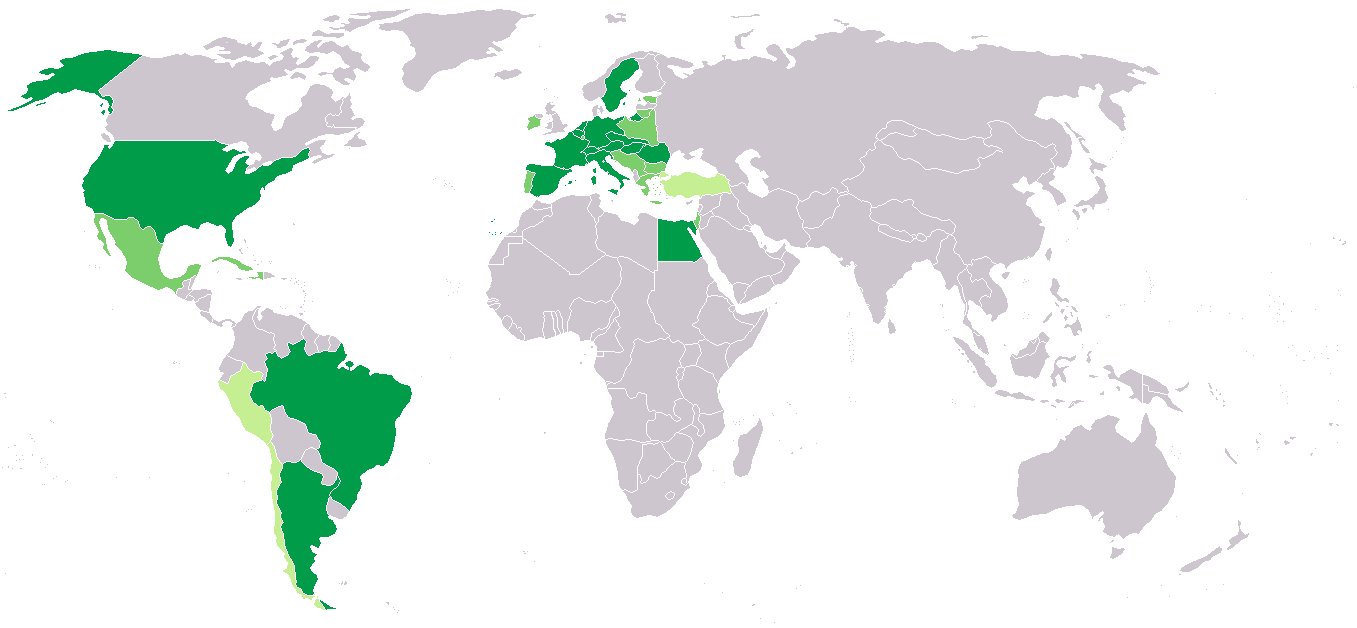
Các đội vượt qua vòng loại Giải vô địch bóng đá thế giới 1934

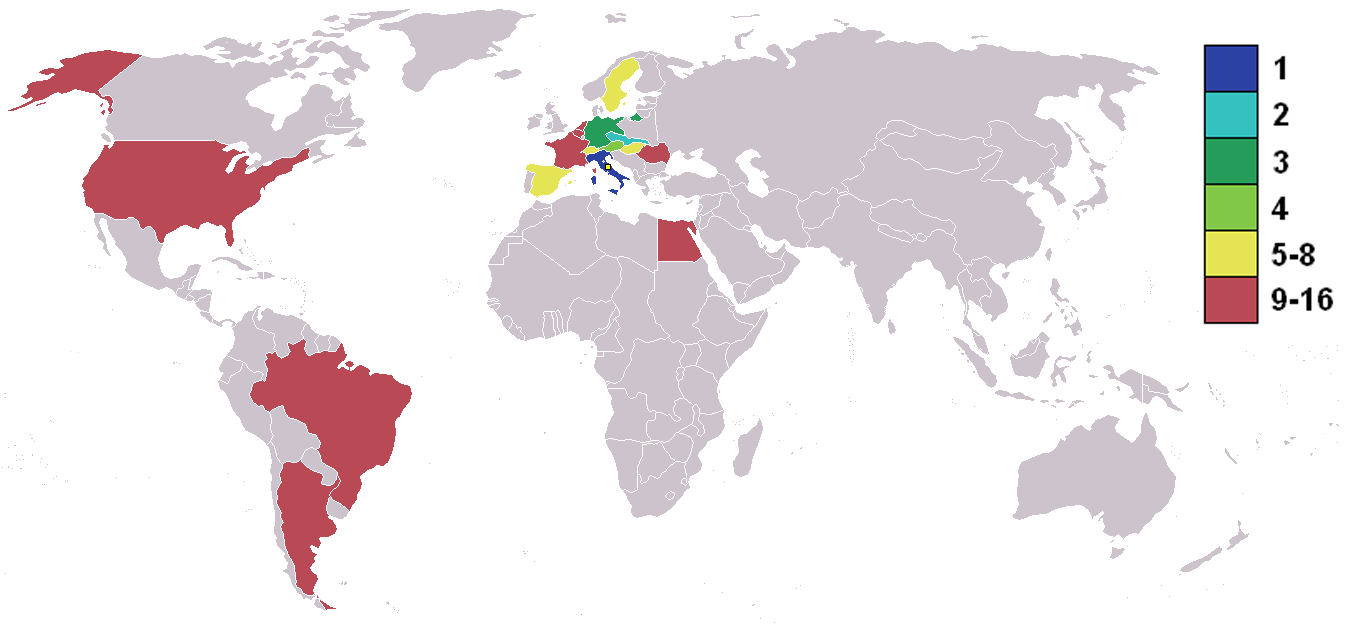
Các quốc gia vượt qua vòng loại

| Đội         | Số lần tham dự | Chuỗi | Lần cuối tham dự |
| ----------- | -------------- | ----- | ---------------- |
| Argentina   | 2              | 2     | 1930             |
| Áo          | 1              | 1     | –                |
| Bỉ          | 2              | 2     | 1930             |
| Brasil      | 2              | 2     | 1930             |
| Tiệp Khắc   | 1              | 1     | –                |
| Ai Cập      | 1              | 1     | –                |
| Pháp        | 2              | 2     | 1930             |
| Đức         | 1              | 1     | –                |
| Hungary     | 1              | 1     | –                |
| Ý           | 1              | 1     | –                |
| Hà Lan      | 1              | 1     | –                |
| România     | 2              | 2     | 1930             |
| Tây Ban Nha | 1              | 1     | –                |
| Thụy Điển   | 1              | 1     | –                |
| Thụy Sĩ     | 1              | 1     | –                |
| Hoa Kỳ      | 2              | 2     | 1930             |

## Vua phá lưới
7 bàn thắng
- Mario López
- Dionisio Mejía
- Isidro Lángara

5 bàn thắng
| - Mahmoud Mokhtar El-Tetsh - Paddy Moore |

4 bàn thắng
- Jean Nicolas
- Josef Rasselnberg
- Bep Bakhuys
- Aldo Donelli

3 bàn thắng
| - Johann Horvath - Mohamed Latif | - Karl Hohmann - Gábor P. Szabó | - Manuel Alonso - Kick Smit |

2 bàn thắng
| - François Vanden Eynde - Héctor Socorro - Mostafa Taha - Robert St. Fort | - József Solti - Giuseppe Meazza - Leen Vente - Ștefan Dobay | - Luis Regueiro - Bertil Ericsson - Knut Hansson - Vladimir Kragić |

1 bàn thắng
| - Matthias Sindelar - Rudolf Viertl - Karl Zischek - Jean Capelle - Stan Vanden Eynde - Laurent Grimmonprez - Bernard Voorhoof - Dimitar Baikushev - Mihail Lozanov - Vladimir Todorov - Enrique Ferrer - Ángel Martínez - Francisco Socorro - Salvador Soto - František Pelcner - Josef Silný - Abdulrahman Fawzi - Leonhard Kass | - Richard Kuremaa - Alfred Aston - Ernest Liberati - Ernst Albrecht - Willi Wigold - Imre Markos - György Sárosi - Geza Toldi - Johnny Squires - Giovanni Ferrari - Anfilogino Guarisi - Ernest Mengel - Théophile Speicher - Avraham Nudelmann - Yohanan Sukenik - Fernando Marcos - Felipe Rosas - José Ruvalcaba | - Jorge Sota - Henryk Martyna - Vítor Silva - Sándor Schwartz - Grațian Sepi - Eduardo González - Martí Ventolrà - Sven Andersson - Lennart Bunke - Torsten Bunke - Knut Kroon - Alessandro Frigerio - Erwin Hochstrasser - Ernst Hufschmid - Willy Jäggi - Blagoje Marjanović |